# Galerie d'exposition du bateau-pompe Alexander Grantham
Le Alexander Grantham (葛量洪號) est un bateau-pompe de Hong Kong reconverti en musée sur le sauvetage maritime sous le nom de Galerie d'exposition du bateau-pompe Alexander Grantham.
Construit en 1953, il porte le nom du gouverneur de Hong Kong de l'époque, Alexander Grantham. Retiré du service en 2002, il est mis à sec au parc de Quarry Bay et rouvre en tant que musée le 10 mars 2006. En plus du navire lui-même, il présente de nombreuses photos et autres objets retraçant l'histoire des bateaux-pompes de Hong Kong. Son entrée est gratuite.

## Exposition publique
Le levage à terre du bateau de 500 tonnes est le premier projet du genre jamais réalisé en Asie. Le Alexander Grantham est également le premier bateau conservé comme relique historique à Hong Kong, et le plus gros « objet de collection » fabriqué à Hong Kong du musée d'histoire de Hong Kong.
La mise à terre du Alexander Grantham marque la fin de ses 50 ans de service dans Victoria Harbour, bien que le navire reste sur le front de mer dans son nouveau rôle. La construction de la galerie d'exposition est réalisée avec l'aide du département des services d'architecture et du département des loisirs et des services culturels de Hong Kong.

## Vitrine de l'histoire du sauvetage en mer de Hong Kong
Le Alexander Grantham, le plus grand de la flotte de bateau-pompe, est construit par la compagnie des docks Whampoa en 1953 et mis hors service en mai 2002, après 49 ans de service.
Mesurant 38,9 mètres de long, 8,8 mètres de large, 15 mètres de haut et avec un déplacement en charge de 511 tonnes, il a participé à de nombreuses opérations de lutte contre les incendies et de sauvetage, dont les incendies du Seawise University en 1972, du Eastern Gate dans les années 1980 et du New Orient Princess en 1993.
Le Alexander Grantham est également un excellent exemple des réalisations de l'industrie de la construction navale de Hong Kong du début des années 1950. Il présente l'histoire du sauvetage en mer à Hong Kong du siècle dernier et donne un aperçu du développement social du territoire.

## Accès
Le bateau-pompe est accessible à pied depuis la station de métro de Tai Koo (en).

## Galerie

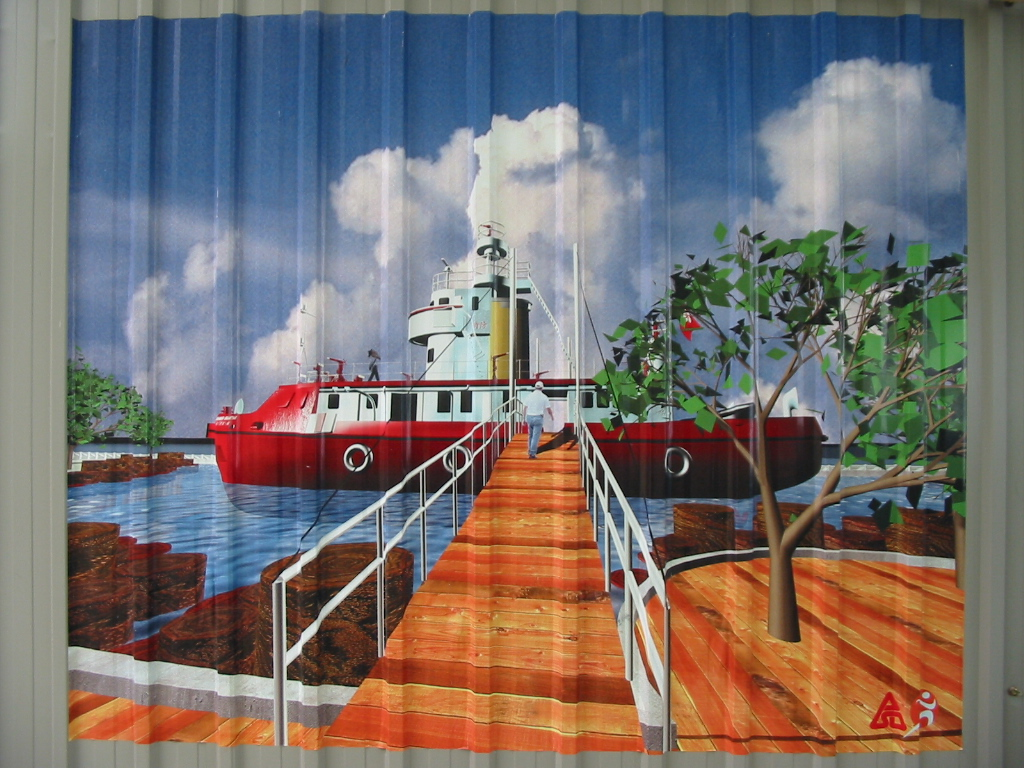
Peinture 1 du projet.
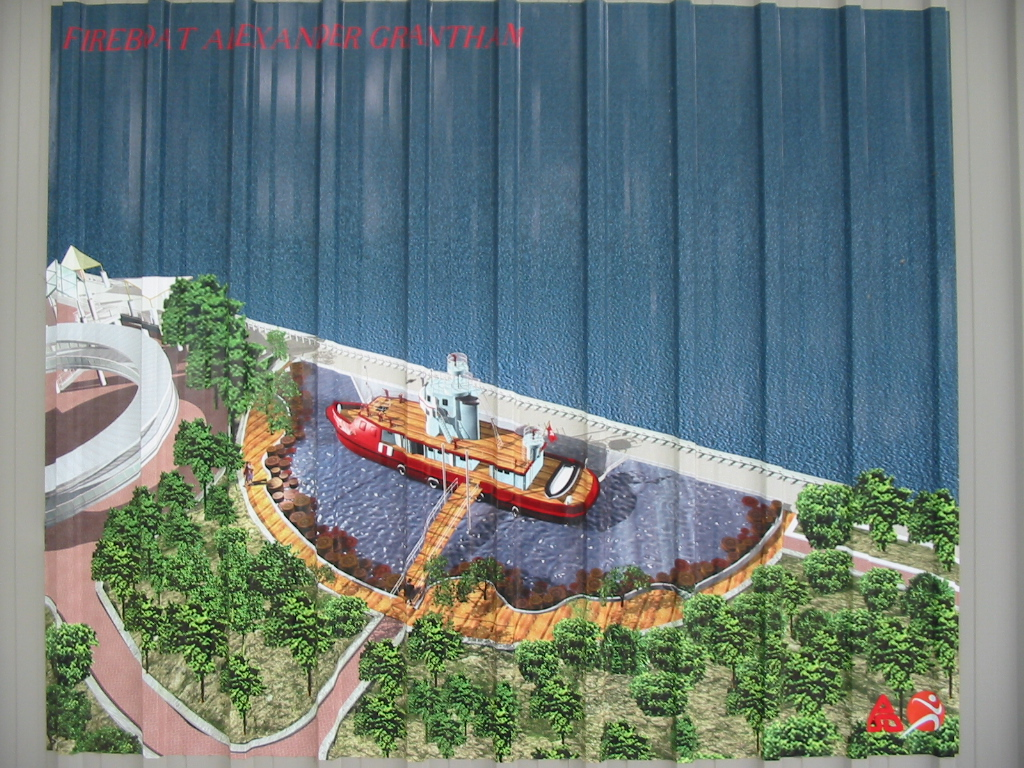
Peinture 2 du projet.
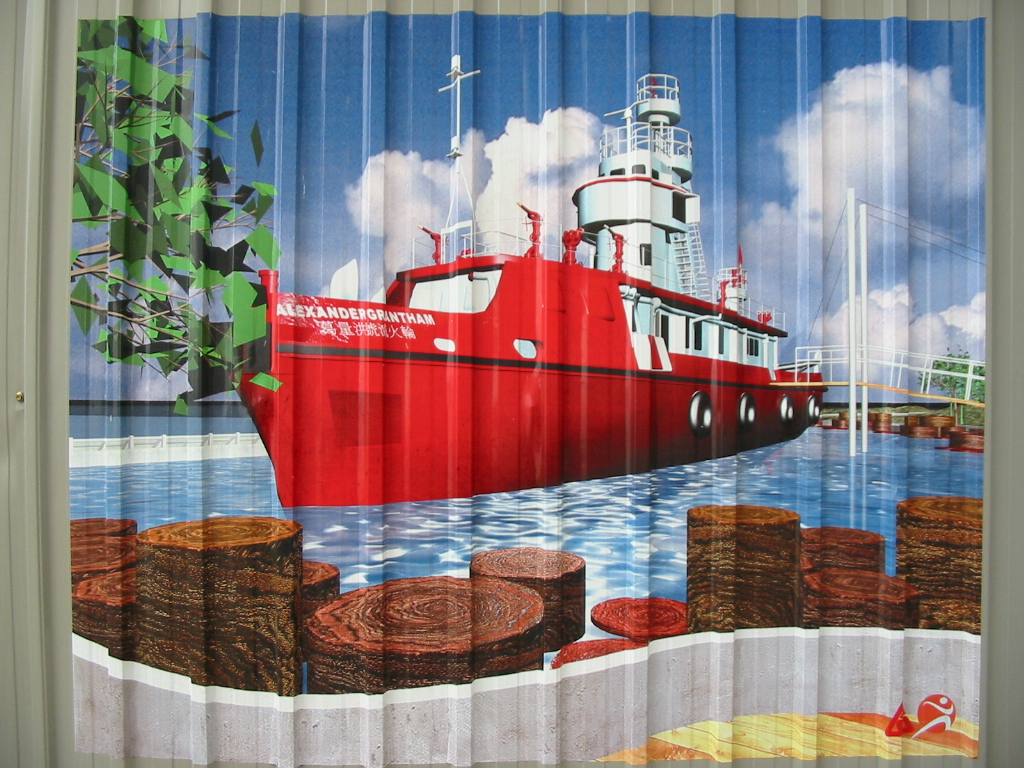
Peinture 3 du projet.
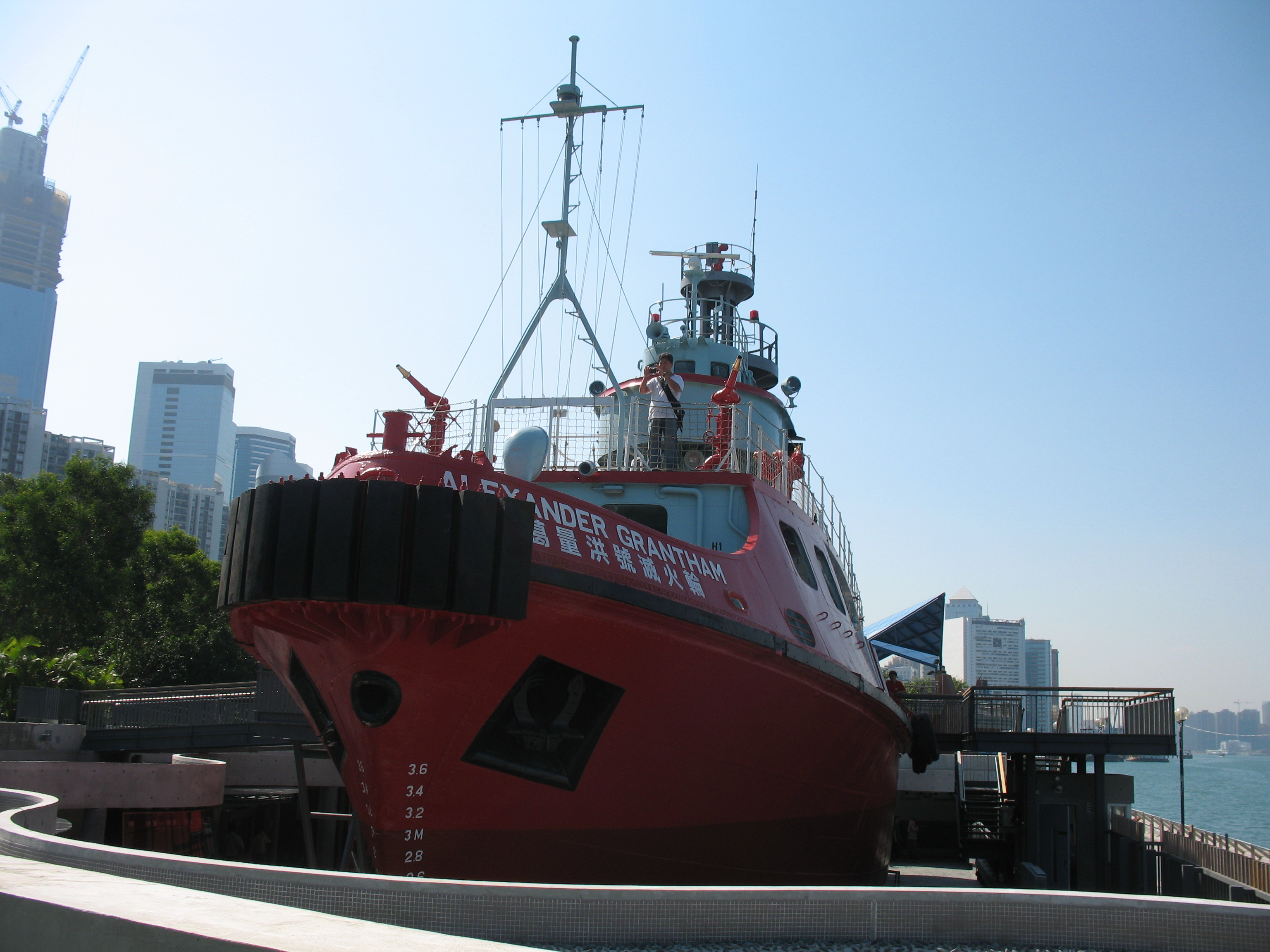
L'avant du bateau.
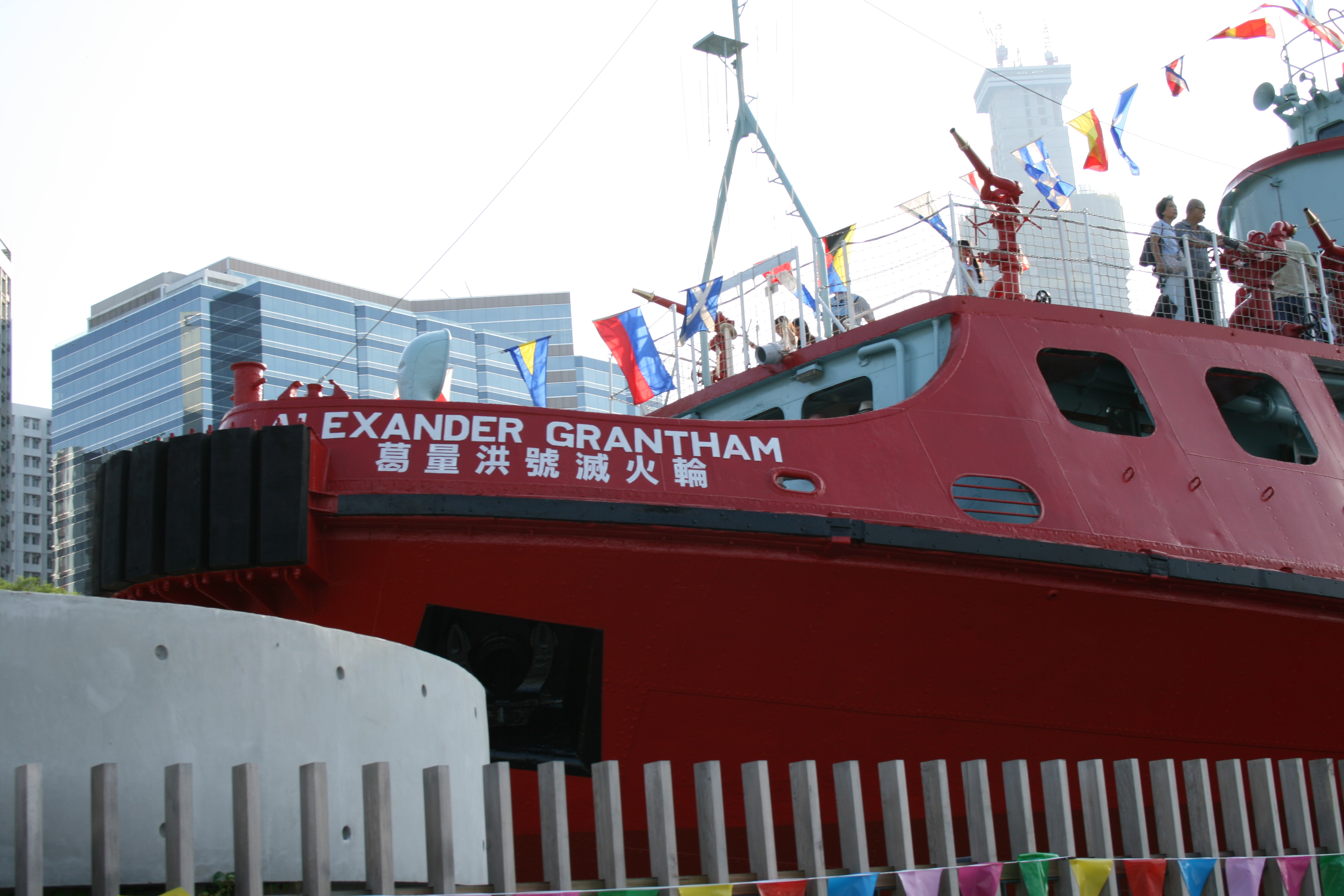
Gros plan sur le nom de la coque.
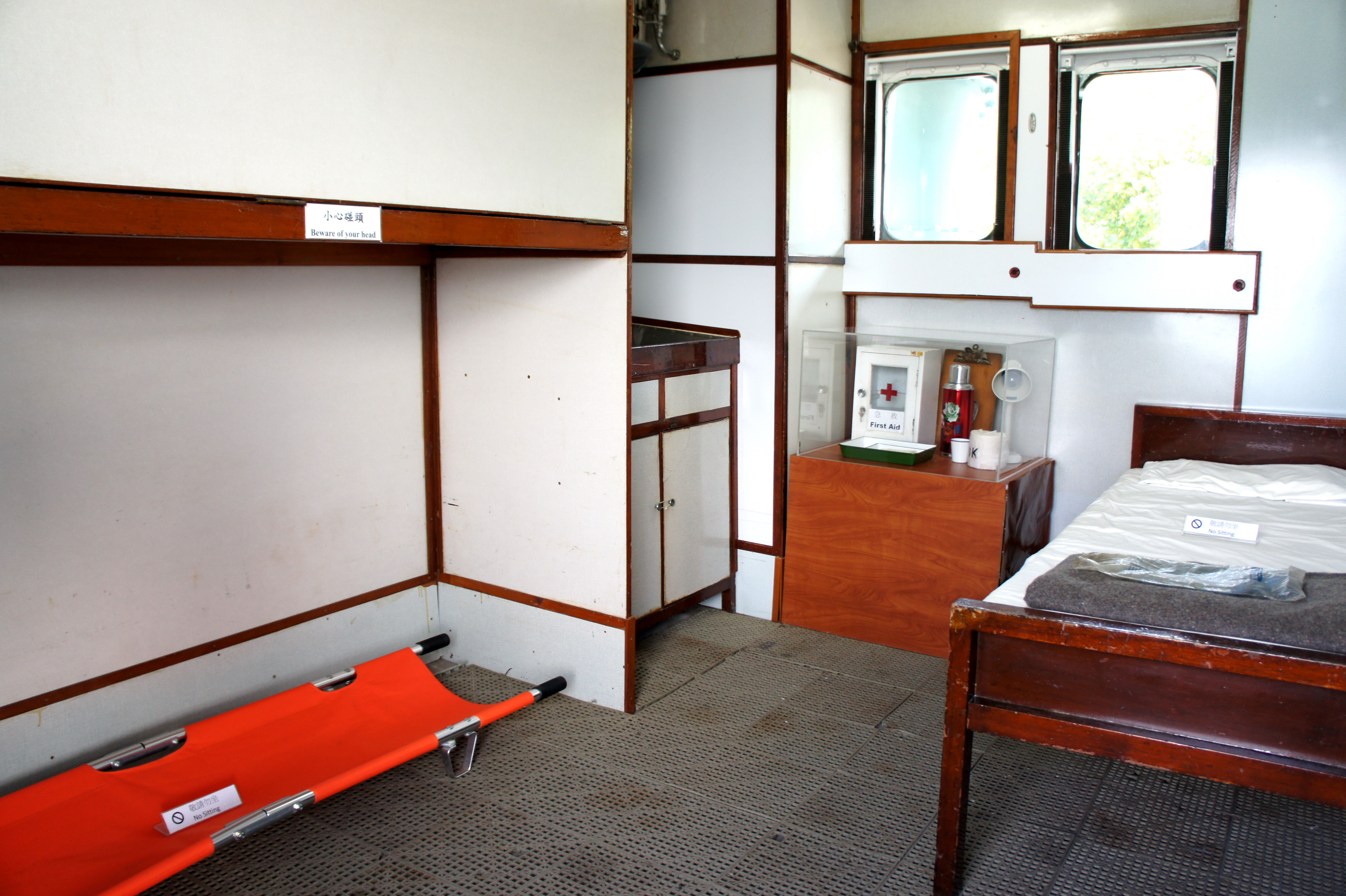
L'infirmerie de bord.
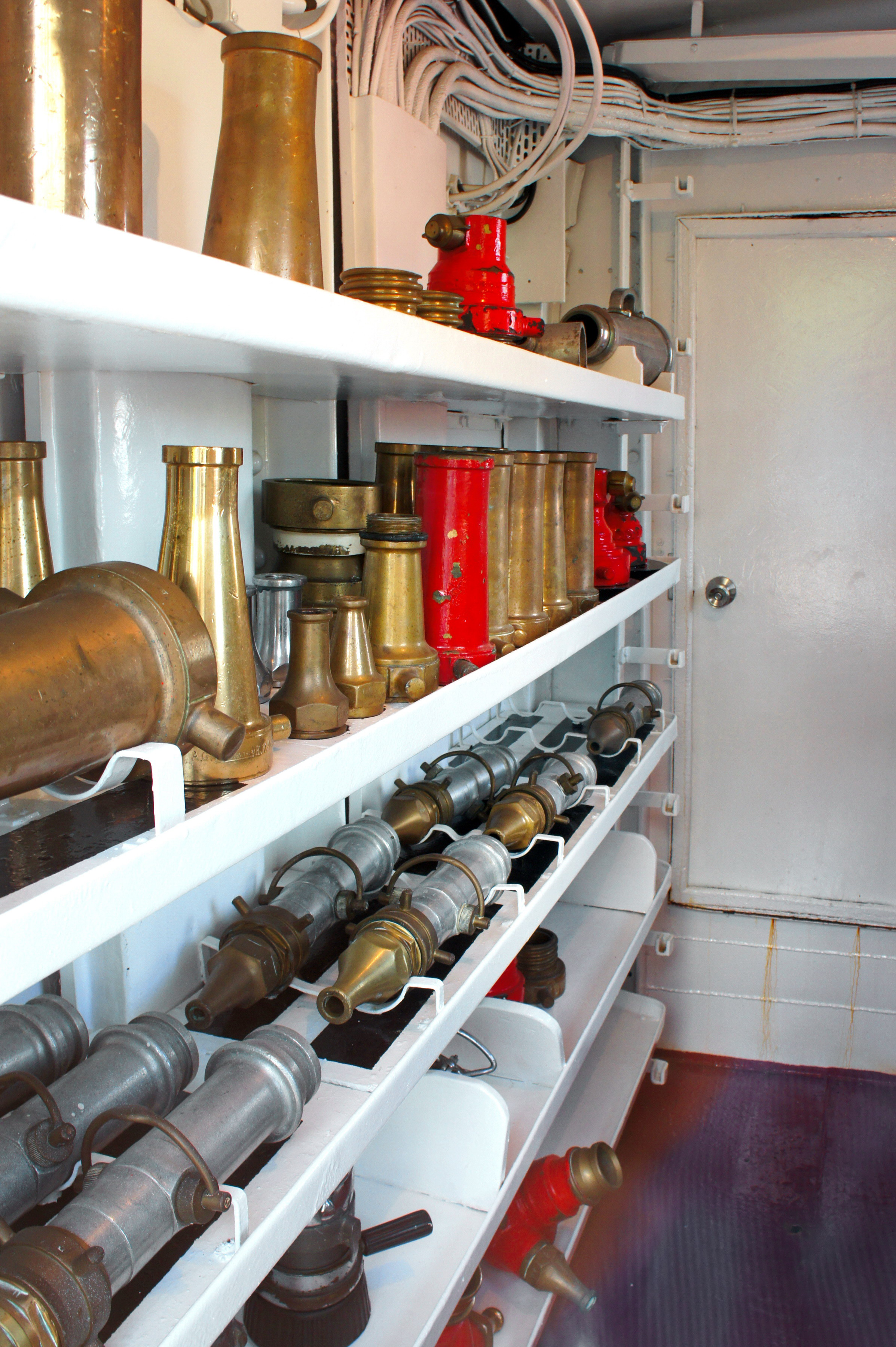
Exposition de diverses pièces de tuyauterie.
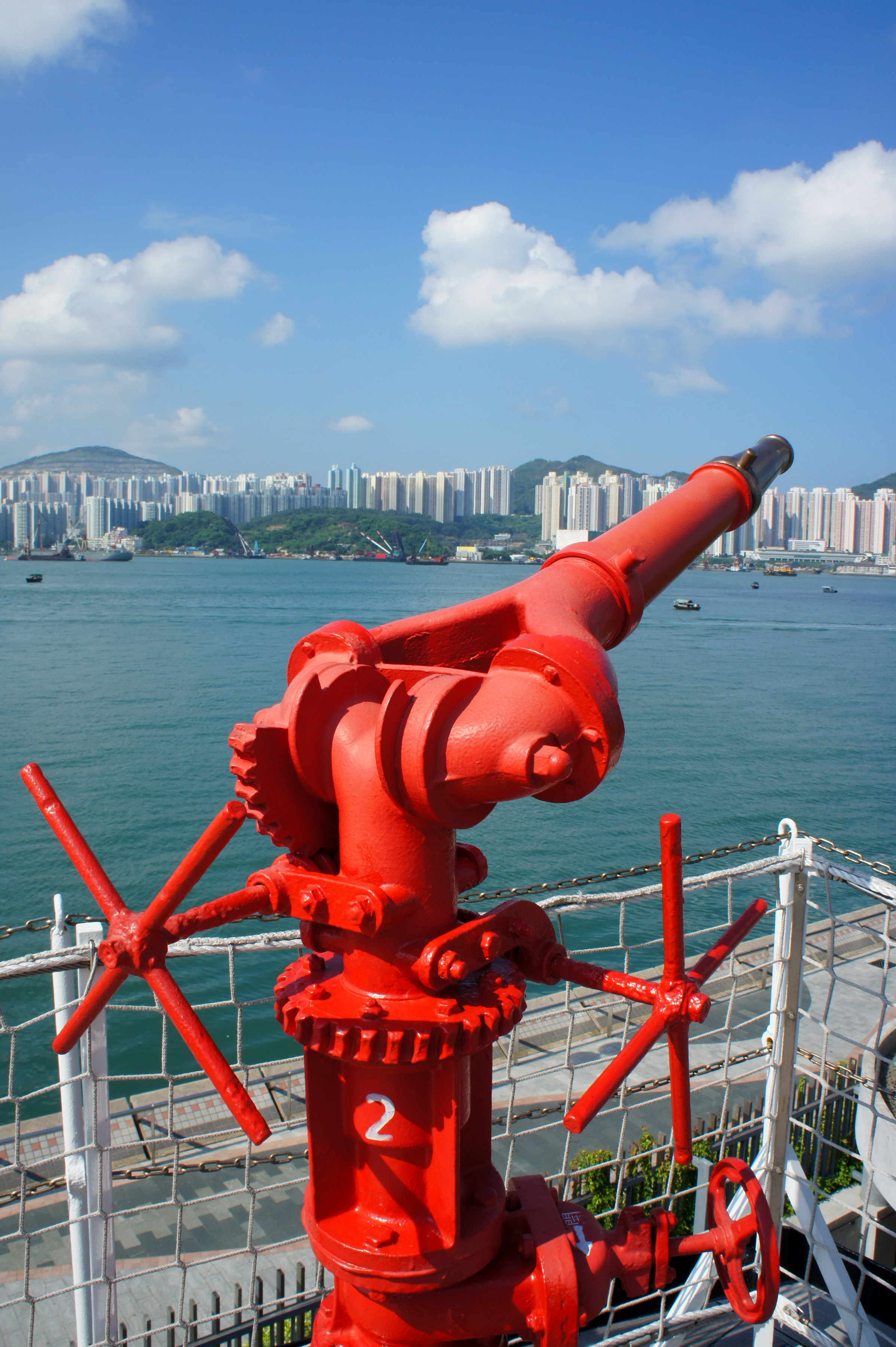
Le canon à eau n°2 sur le pont.
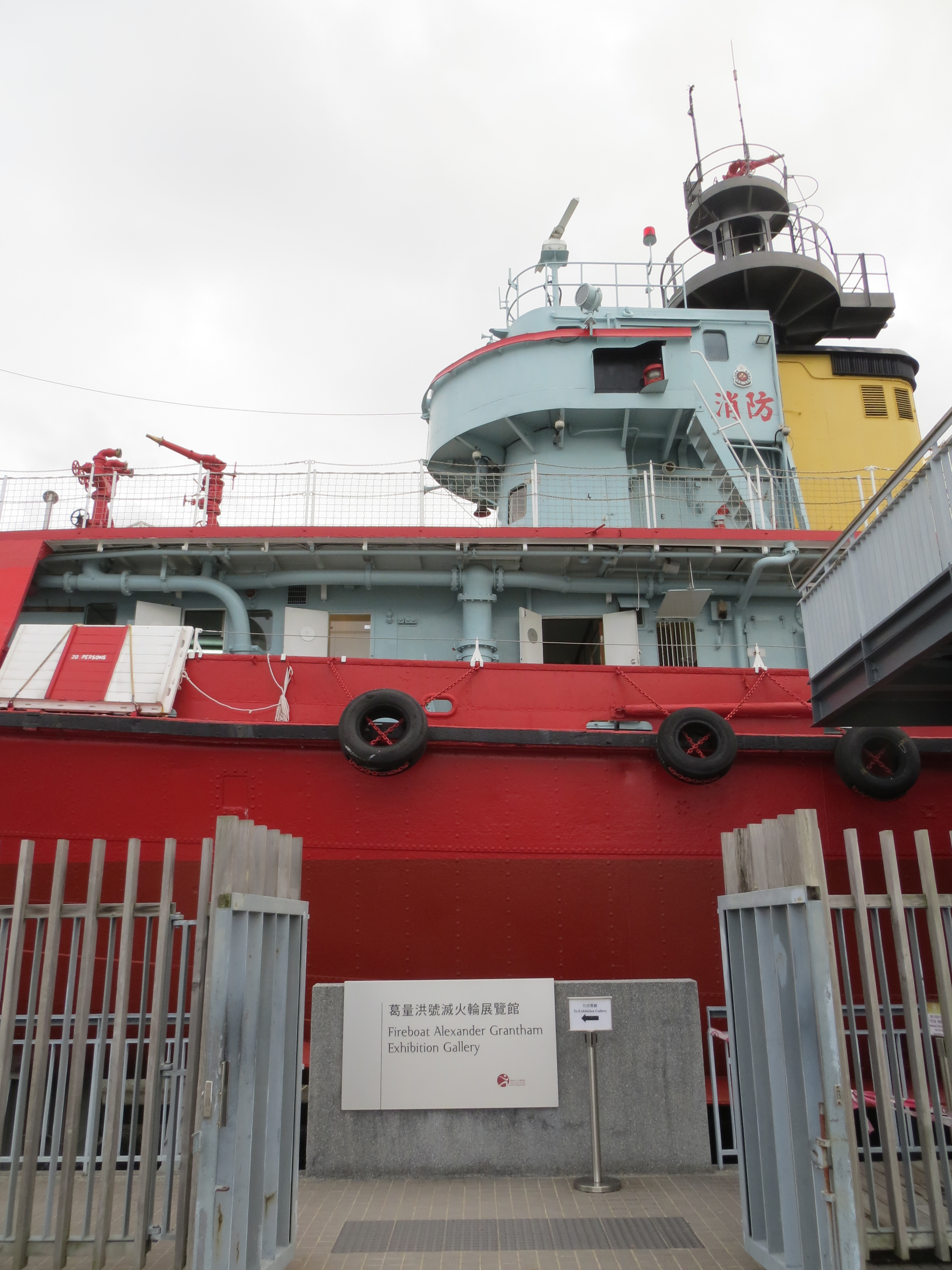
L'entrée principale de la galerie d'exposition.
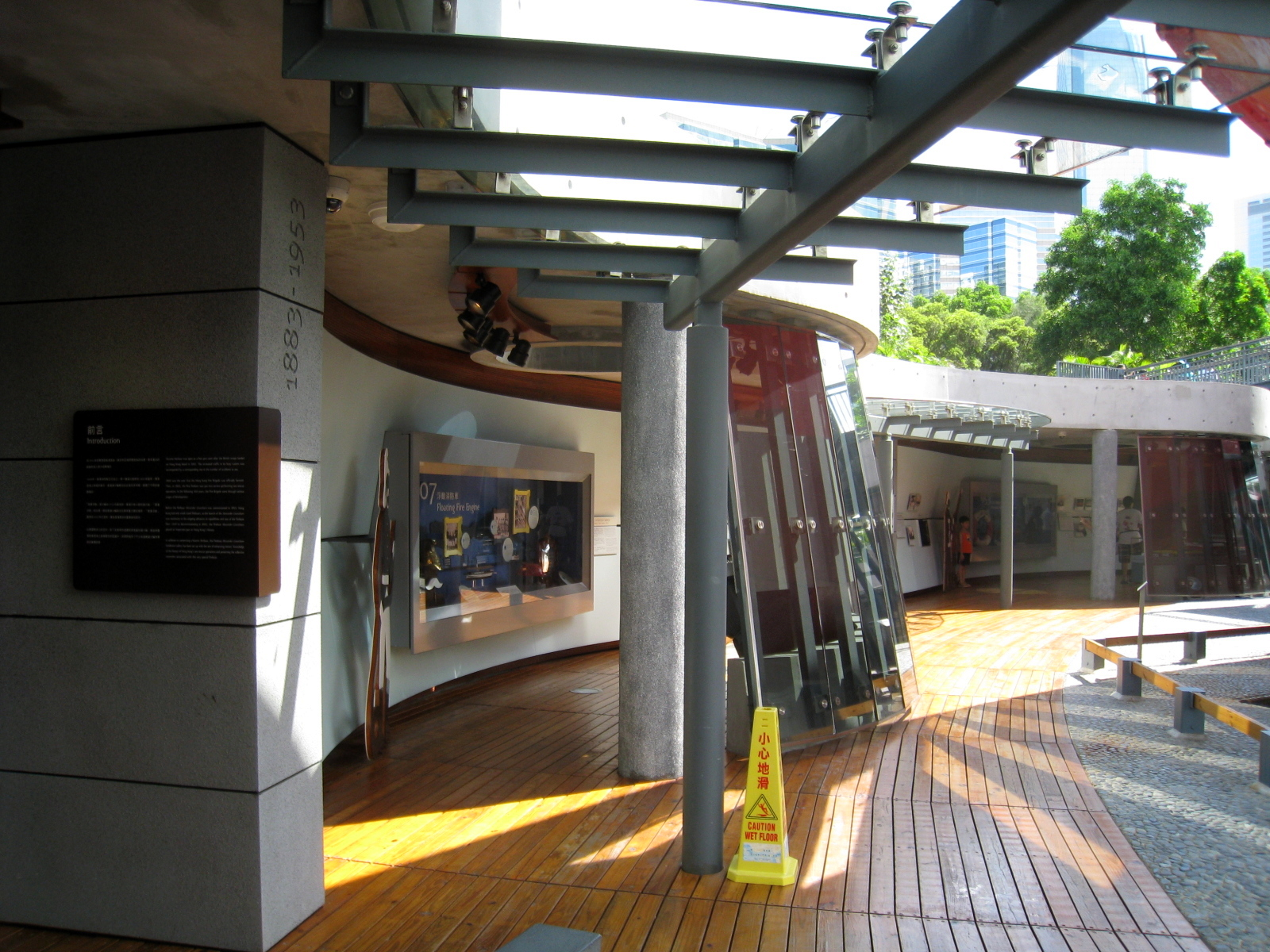
La galerie d'exposition.
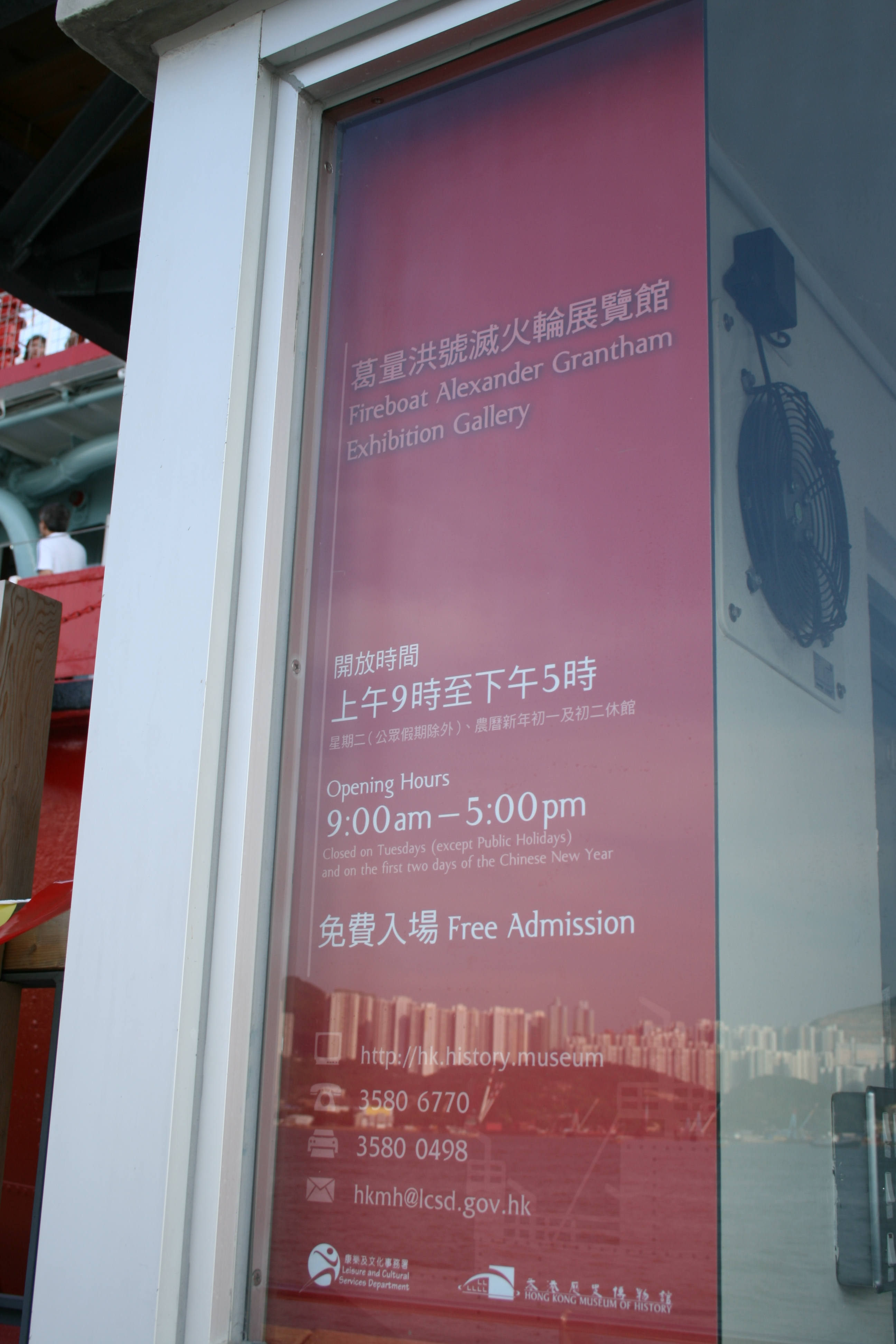
Le panneau des heures d'ouverture.